# M. Pokora
Matthieu Tota (né le 26 septembre 1985 à Strasbourg), mieux connu sous le nom de scène M. Pokora, est un auteur-compositeur-interprète, producteur, danseur et acteur français. En 2003, il remporte la saison 3 de l'émission Popstars avec le groupe Linkup. Après le premier album du groupe qui s'intitule Notre Étoile, il décide de mener une carrière solo et dévoile son premier album en novembre 2004. Il a depuis publié dix albums studio dont le dernier intitulé Adrénaline, ainsi qu'aux autres trois albums live. Il a remporté la 1re édition de Danse avec les stars en 2011, dont il devient juré en 2014 dans la 5e édition.
En 2016, il devient juré dans la 3e saison de The Voice Kids qu'il gagne en tant que coach de Manuela Diaz. En 2017, il devient également juré dans la 6e saison de The Voice : La Plus Belle Voix, qu'il remporte également en tant que coach de Lisandro Cuxi.
Matt est l'artiste le plus récompensé aux NRJ Music Awards avec 16 trophées dans 21 nominations.

## Biographie

### Enfance et formation
Matthieu Tota naît le 26 septembre 1985 d'un père footballeur d'origine polonaise, André Tota[réf. à confirmer]. Sa mère s'appelle Brigitte Tarz. Issus de la diaspora polonaise, ses grands-parents paternels sont venus de Cracovie en Lorraine dans les années 1930 pour travailler dans les mines de fer, tandis que la branche maternelle est issue d’une longue lignée de militaires. Il a un frère aîné, Julien Tota, qui lui fait découvrir la musique avec l'album Bad de Michael Jackson, (et qui deviendra plus tard un des musiciens du chanteur),.
Son père ayant intégré l'équipe de Strasbourg, c'est en Alsace que naît son fils Matthieu en 1985.
Il fréquente l'école élémentaire des Frères de la doctrine chrétienne de Strasbourg puis le collège Paul-Émile Victor à Mundolsheim et enfin le lycée professionnel Aristide Briand, à Schiltigheim, au nord de Strasbourg.
Lui-même attiré par le football, il commence par jouer dans le club de Schiltigheim, puis intègre à 16 ans le centre de formation du CS Sedan comme milieu de terrain. Il doit cependant renoncer à une carrière professionnelle en raison de sa petite taille(il mesure aujourd'hui 1m80).

### Popstarset Linkup (2003–2004)
À l'adolescence, il fait partie d'un groupe de RnB, Mic Unity. Mais c'est au travers de l'émission de télé-réalité Popstars, diffusée sur M6 en 2003, que sa carrière va réellement démarrer et lui offrir la notoriété auprès du grand public. Le concept du programme consiste, après une série de sélections, à former un groupe de chanteurs de type boys band ou girl group. Au fil du programme, Matthieu est sélectionné pour former le groupe victorieux aux côtés de deux acolytes, Lionel et Otis.
Sous le nom Linkup, les trois garçons connaissent une gloire aussi immédiate qu'éphémère. Si leur premier single Mon Étoile devient un tube (no 1 des ventes en France), l'album Notre étoile ne connaît qu'un succès d'estime, tout comme les singles suivants, Une seconde d'éternité et You And Me Bubblin (enregistré avec le groupe anglais Blue). Quelques mois plus tard, le groupe se sépare. Matthieu Tota commence alors à travailler sur un projet d'album.

### M. Pokora(2004-2005)
Étant toujours dans sa maison de disque Universal, et M6 Interactions, il signe sous le label Boyzdaya/EMC Records afin de promouvoir des débuts dans sa carrière solo. Il décide de continuer dans un registre urbain, aux sonorités R'n'B, style musical représentant de l'époque.
Matthieu Tota se choisit un nom de scène et se fait désormais appeler « Matt Pokora » (« pokora » signifiant « humilité » en polonais). Cependant, une polémique éclate quant à l'usage de ce pseudonyme, le chanteur Matt Houston, également chanteur de musique urbaine, lui intentant un procès au motif que la confusion était permise. Le jugement donne gain de cause au plaignant et Matthieu doit se trouver un nouveau nom, optant alors pour « M. Pokora ».
Son premier album éponyme, M. Pokora (à l'origine Matt Pokora), sort le 2 novembre 2004. Plusieurs singles à succès, produit par Kore et Skalp en sont extraits, tels Showbiz (The Battle), Elle me contrôle (avec Lady Sweety) et Pas sans toi. Les trois vidéo clips sont co-réalisés par Karim Ouaret et M. Pokora. Ce premier essai est plutôt concluant pour M. Pokora et sa maison de disques, Universal, puisque l'album se voit certifié disque d'or.

### Player(2006–2007)
Son deuxième album, Player, sort le 23 janvier 2006, et se classe no 1 des ventes, porté par le single De retour, en collaboration avec Tyron Carter. Pour réaliser cet album, il fait notamment appel au duo de producteurs belges Bionix, Rachid Mir et Christian Dessart, mais aussi E-Rise & Doc-Ness, et collabore avec Red Rat, sur son deuxième single Oh la la la (Sexy Miss), avec Zoxea sur le titre L'enfer du samedi soir et avec Ciara sur le titre Oh (Remix). Ici encore, il mélange R'n B, pop et crunk'n b, visant un public plutôt jeune et féminin.
Il accepte alors la demande de Ricky Martin pour collaborer ensemble au titre It's Alright, en duo avec ce dernier, qui se vend à plus de 100 000 exemplaires. Le titre sera alors ajouté à la réédition de l'album sortie le 28 mai 2006. Alors que l'album atteint les 200 000 ventes, paraît un dernier single, Mal de guerre, au succès plus relatif. Les trois vidéo clips sont de nouveaux réalisés par Karim Ouaret.
Il entame une tournée d'une trentaine de dates en France, Player Tour, dont un soir à Bercy devant 15 000 personnes (le prix des places étant toutefois particulièrement peu élevé). Un DVD du spectacle, Player Tour Live, est édité, ainsi qu'un livre de photos, Et je me souviens de toi, retraçant la tournée.
Il crée alors son propre label, M2theP Entertainment, et signe notamment Tyron Carter (devenu Yohann Malory, signé chez Universal depuis), qui publie le single Ne me dis pas (en collaboration avec Pokora) et l'album Mon Hold-Up, sans connaître le succès.

### MP3(2008–2009)

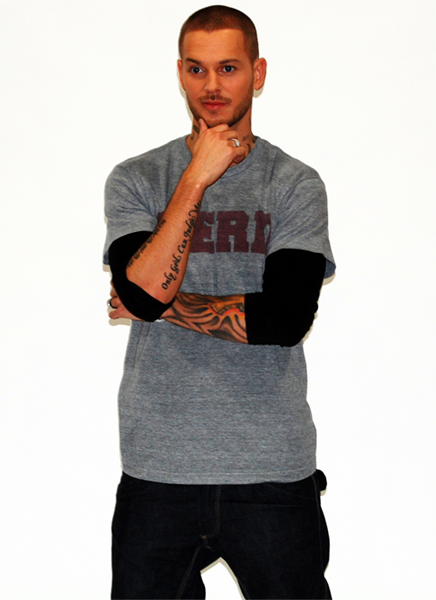
Matt Pokora pour la promotion de son nouvel album international en 2008.

Après un projet avorté d'album en anglais, il signe un contrat international avec Capitol Records et EMI pour être distribué dans 30 pays. Il doit alors réaliser deux albums, un en français pour le marché francophone et un en anglais pour le marché international, mais décide de n'en faire qu'un seul en anglais (avec deux titres en français pour le marché francophone),.
Après avoir été invité pour interpréter Promiscuous par Nelly Furtado lors des NRJ Music Awards 2007, il reste en contact avec l'entourage de la chanteuse et notamment Timbaland, qui acceptera de travailler sur le 3e album du chanteur, MP3.
Le premier single, Dangerous, paraît début 2008, le clip étant réalisé par Sylvain White. Atteignant la première place des ventes en France, il connaît également un certain succès en Europe, notamment en Suède, en Finlande, en Bulgarie, en Allemagne, et en Pologne. L'album MP3 sort le 24 mars 2008 en France ainsi que dans 27 pays
En France, l'album est certifié disque d'or (75 000 exemplaires vendus), un résultat souvent jugé décevant. Le chanteur déplorera par la suite un plan social à EMI, qui en aurait perturbé la promotion. EMI Group souhaitant produire des artistes français à l'étranger. Les singles suivants (They talk sh#t about me avec Verse et Catch me if you can) passeront relativement inaperçus,, malgré une promotion internationale. La tournée Catch Me Tour se déroule à l'automne 2008, mais voit certaines dates annulées, faute de réservations.
En janvier 2009, il est toutefois récompensé dans la catégorie « Artiste pop international de l’année » aux Eska Music Awards en Pologne.

### Mise À JouretUpdated(2010–2011)
Après une période de doutes à la suite de l'accueil mitigé réservé à son album international, le chanteur décide de revenir avec un album en français. Le premier extrait, le 11 juin 2010, est Juste une photo de toi, une ballade ayant pour but de se démarquer par rapport à l'ambiance contemporaine pop/dance. Durant l'été 2010, il participe à la tournée FDJ/NRJ 12.
L'album Mise à jour sort, quant à lui, le 24 août 2010. L'album reçoit à la fois des critiques positives, qui soulignent son côté intime et le fait qu'il dévoile une facette plus sensible du chanteur,, et négatives, qualifiant sa musique de pop-RnB sans relief,. Après un nouveau single, Mirage, et un concert à l'Olympia le 21 décembre 2010, il reçoit en janvier 2011 deux NRJ Music Awards 2011 : Artiste masculin francophone et Chanson française de l'année pour Juste une photo de toi. Après la cérémonie, une polémique éclate quant à la légitimité des prix décernés à M. Pokora et à Jenifer, ceux-ci n'ayant pas connu de grand succès cette année-là.
En février-mars 2011, il participe à la première saison de l'émission Danse avec les stars sur TF1, aux côtés de la danseuse Katrina Patchett, et remporte la compétition le 19 mars 2011. L'émission lui permet de rebooster sa carrière qui s'essoufflait.
Après avoir annoncé une nouvelle tournée, le MÀJ Tour, il publie en avril la version anglophone de la chanson Si on échangeait les rôles sous le titre Finally Found Ya pour présenter la version anglaise de l'album intitulé Updated, ainsi qu'une reprise du titre À nos actes manqués, qui connaît un grand succès en France, se classant no 8 et atteignant les 100 000 copies. L'album est alors réédité, Mise À Jour (2.0) incluant la reprise du trio Fredericks/Goldman/Jones et les nouveaux chansons anglophones, permettant à l'album de connaître une seconde vie et d'être certifié double disque de platine pour plus de 200 000 ventes.
Fin août, sort le dernier extrait de l'album, En attendant la fin.

### À la poursuite du bonheur(2012–2013)

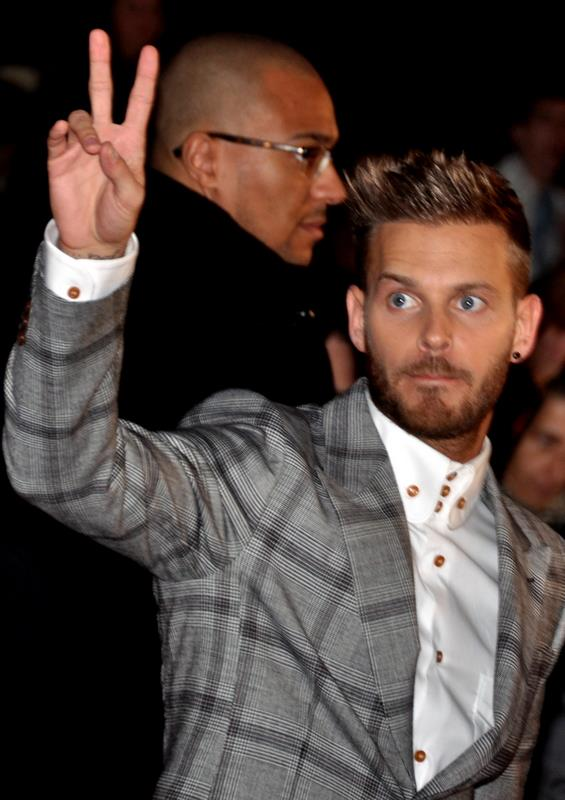
Matt Pokora aux NRJ Music Awards 2013.

Après avoir remporté deux nouveaux NRJ Music Awards (Artiste masculin francophone et Chanson francophone de l'année pour À nos actes manqués), paraît Juste un instant, premier extrait de l'album À la poursuite du bonheur qui sort le 19 mars 2012, et qui sera soutenu par les singles On est là, Merci d'être et Si tu pars. Il démarre à partir du 3 mai une grande tournée à travers la France, À la poursuite du bonheur Tour, comprenant notamment un passage par le Zénith de Paris le 12 mai, et deux dates Bercy en décembre 2012.
Le 22 décembre, il participe à l'émission spéciale Danse avec les stars fête Noël, et termine troisième de la compétition.
Alors qu'il remporte de nouveau le prix de l'Artiste masculin francophone de l'année aux NRJ Music Awards 2013, son album est réédité, incluant cinq inédits, dont Envole-moi en duo avec Tal, premier extrait de la compilation Génération Goldman. L'album se voit alors certifié triple disque de platine en France, pour plus de 300 000 ventes, et disque de platine en Belgique.
Un album/DVD live, A la poursuite du bonheur Tour/Live à Bercy, paraît en mars 2013, et atteint la première place des ventes dès sa sortie.

### Robin des Bois(2013–2014)

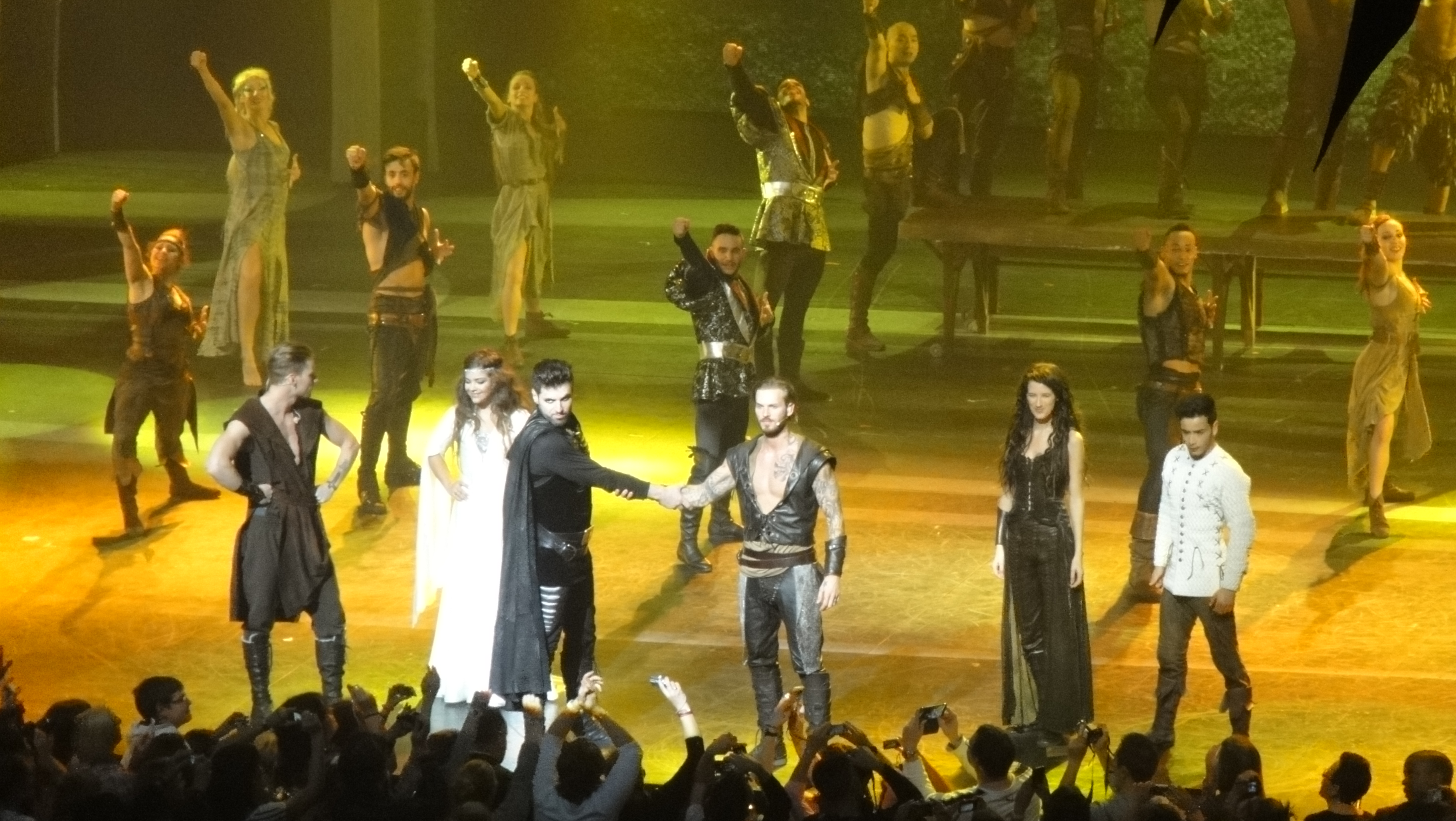
Matt incarnant Robin des Bois.

En septembre 2012, M. Pokora annonce qu'il tiendra le rôle principal de la comédie musicale Robin des Bois prévue pour septembre 2013. L'histoire s'inspire de la légende médiévale, mais se situe une quinzaine d'années après que Robin des Bois et Marianne se furent séparés.
L'album Robin des Bois - Ne Renoncez Jamais paraît le 25 mars 2013. Un premier single, Un monde à changer, interprété par Nyco Lilliu est lancé le 26 septembre 2012, suivi en janvier par Le jour qui se rêve, interprété par M. Pokora, À nous, interprété par M. Pokora, Nyco Lilliu et Marc-Antoine, J'ai dit oui, interprété par Caroline Costa et J'attendais, interprété par M. Pokora.

### DeREDàPyramide(2015–2020)

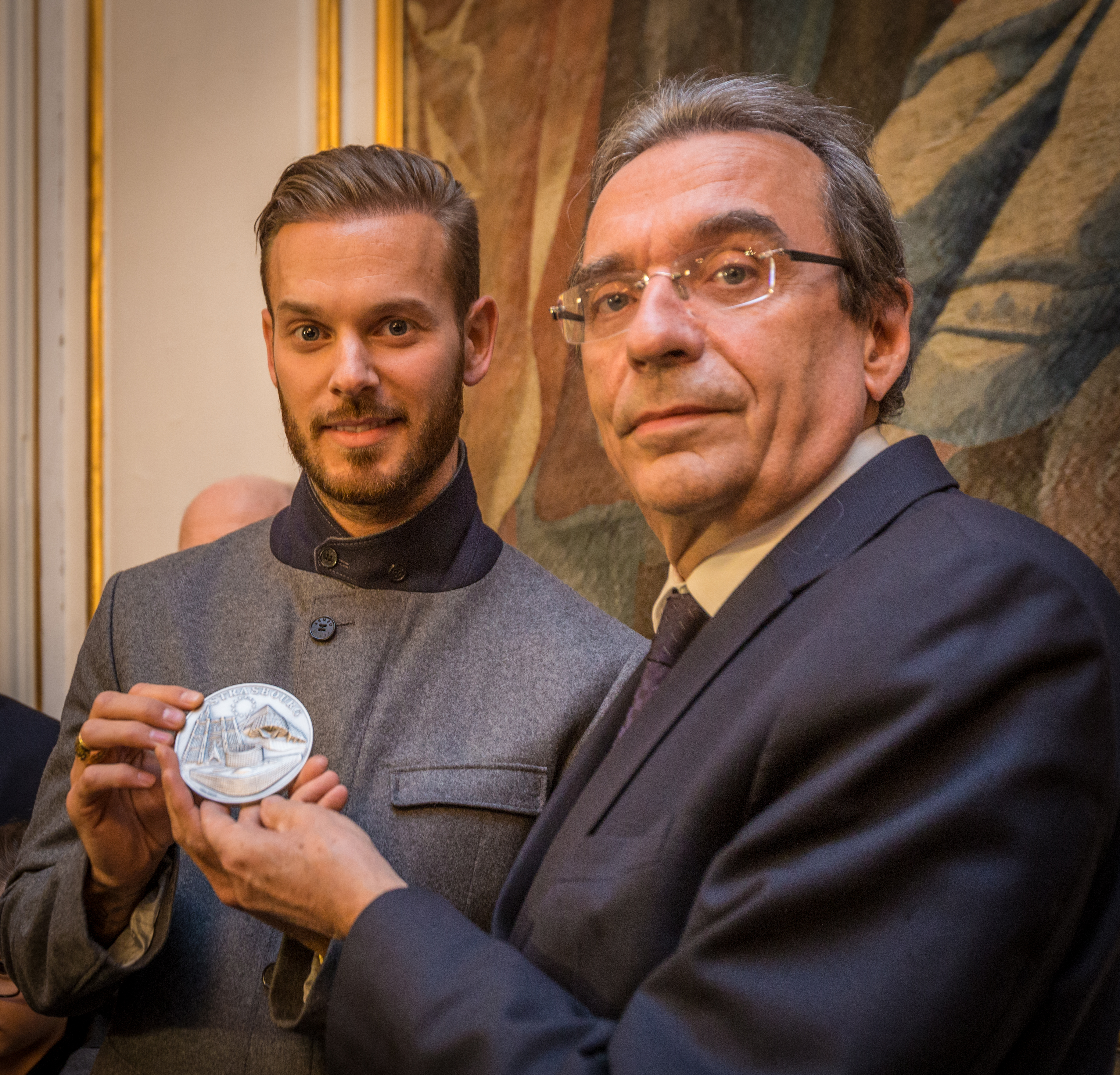
Roland Ries, maire de Strasbourg, remettant la médaille d’honneur de la ville à M. Pokora en 2014 en musique.

L'album RED (« Rythmes Extrêmement Dangereux ») sort le 2 février 2015, annoncé par deux singles, On danse et Le monde. Une tournée est également prévue en 2015, dont les 12, 13 et 14 juin au Zénith de Paris, et les 11 et 12 décembre à Paris Bercy. Une réédition de l'album sort le 18 mai 2015, permettant à l'album de dépasser les 200 000 ventes. Il reçoit en novembre 2015, son 12e NRJ Music Award dans la catégorie Artiste masculin francophone.
Le 21 octobre 2016 M. Pokora sort My Way, un album de reprises de Claude François dont le premier single Cette année-là est lancé pour l'été. Il officialise également une tournée pour 2017. L'album de reprises, à quelques jours de Noël, dépasse les 300 000 ventes. L'album est certifié disque de diamant et il s'est vendu à 600 000 exemplaires. Un album live, My Way Tour Live, sort en CD/DVD le 10 novembre 2017, et le film du concert est diffusé au cinéma les 7, 8 et 9 novembre.
Au début de l'année 2018, M. Pokora annonce prendre du recul médiatique. En mars 2019, il annonce la sortie de l'album Pyramide en sortant le single Les Planètes,,. M. Pokora retrouve deux musiciens Tristan Salvati et Yohann Malory avec qui il avait collaboré sur ses deux précédents albums. Et il a travaillé également avec Slimane qui a composé plusieurs chansons du disque.
La Pyramide Tour débute en octobre 2019 mais est interrompue en mars 2020 en raison de la pandémie de Covid-19. Tout d'abord reportée en septembre, elle est finalement annulée. M. Pokora annonce son désarroi face aux décisions prises à la suite de la crise sanitaire pour les événements de plus de 5 000 personnes. Olivier Véran, ministre de la santé, demande de laisser un siège vacant sur deux mais le chanteur a déjà vendu toutes les places disponibles. Le chanteur déclare : « Votre règle du siège d’écart est impossible à mettre en place quand tous les billets sont vendus depuis des mois ! ».
M Pokora organise un dernier concert en streaming, depuis la salle parisienne de La Seine musicale, le 8 décembre 2020 pour clore la tournée. Il est élu meilleur artiste français aux MTV Europe Music Awards 2020.

### ÉpicentreetAdrénaline(depuis 2022)
Le 4 novembre 2022, M. Pokora sort son neuvième album studio, Épicentre. « L’épicentre, c’est clairement d'où part la source d’énergie. En ce qui concerne la musique, c’est ma famille, c’est mon inspiration », déclare le chanteur en faisant référence à son mariage et à la naissance de ses deux fils. Sont extraits les singles Qui on est et Déjà volé. Le titre Qui on est remporte le NRJ Music Award de la chanson francophone de l'année. La tournée Épicentre Tour débutera le 10 juin 2023 à la La Défense Arena et célèbrera les 20 ans de carrière du chanteur, déjà récompensée aux NRJ Music Awards 2023 étant « tournée francophone de l'année » juste avant que Matt reçoive un prix d'honneur W9 d'or pour l'ensemble de sa carrière.
Pokora sort un teaser sur l'annonce de sa tournée en novembre 2024, Adrenaline Tour, pour 2025 et 2026 dont il présentera son nouvel album, 10e album studio dans sa carrière. Le 17 janvier 2025, Matt dévoile le 1er single intitulé « Éclipse » et le clip vidéo, titre ultra pop, bien accueilli par le public.

## Vie personnelle

### Vie sentimentale
Depuis août 2017, il partage la vie de la chanteuse et actrice américaine Christina Milian avec qui il a deux fils, Isaiah né le 20 janvier 2020 et Kenna né le 24 avril 2021,.

### Football

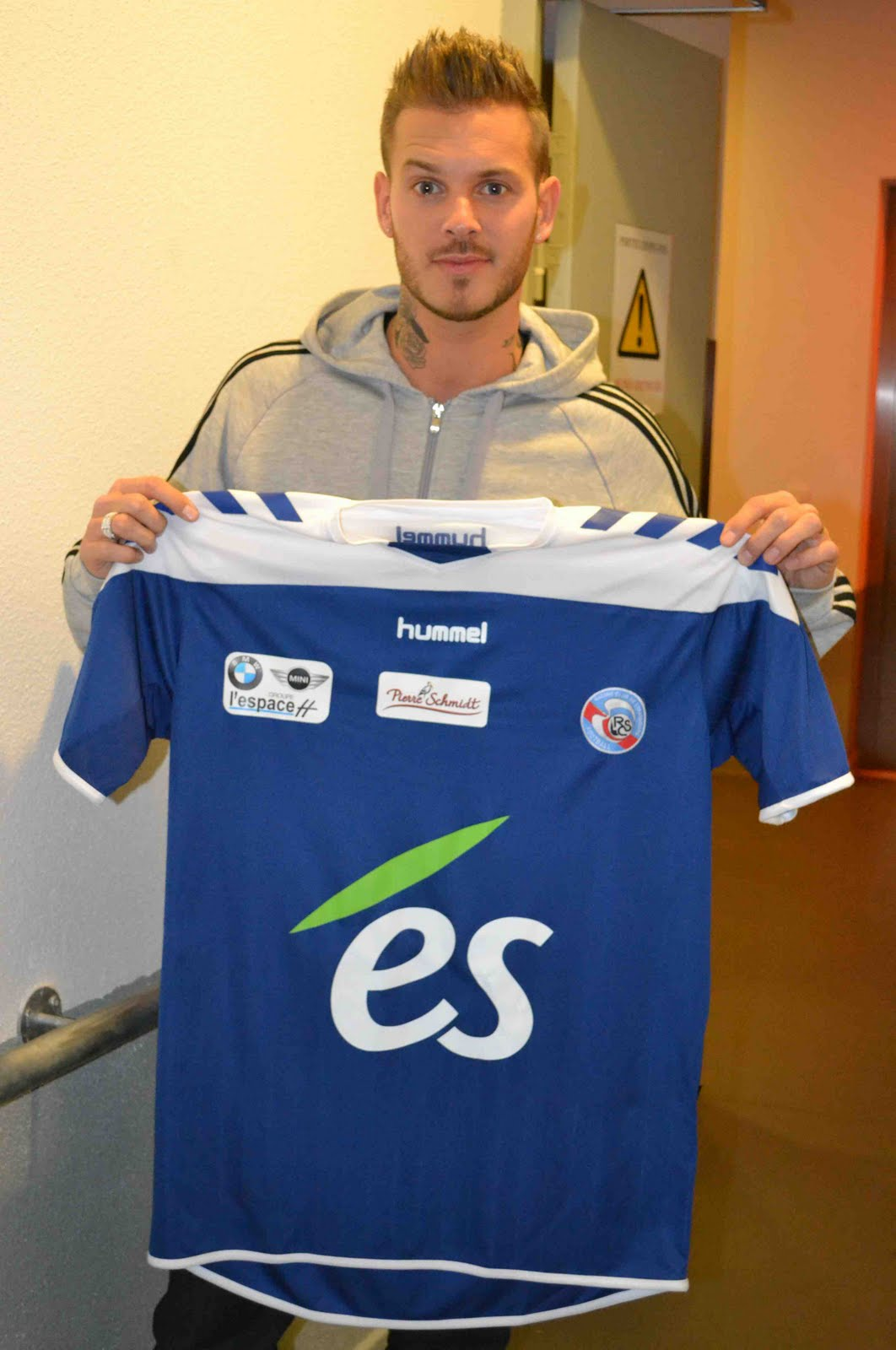
Matt avec le maillot du RC Strasbourg en 2011.

Grand supporter de l'Olympique de Marseille, Pokora ne cache pas son amour pour le  RC Strasbourg. Il a d'ailleurs annoncé au Dauphiné libéré qu’il aimerait aider à l’avenir le club de football de Strasbourg, afin que ce dernier revienne dans l’élite. En 2013, il a publiquement exprimé son avis : « J’irai sans doute donner un coup d’envoi cette saison. On peut imaginer que je m’investisse un jour dans le RCS, que je ramène des sponsors pour l’aider à remonter dans l’élite. C’est un club qui compte dans la mémoire collective. Je trouve qu’il y a eu un énorme gâchis. »

## Autres apparitions

### Danse avec les stars

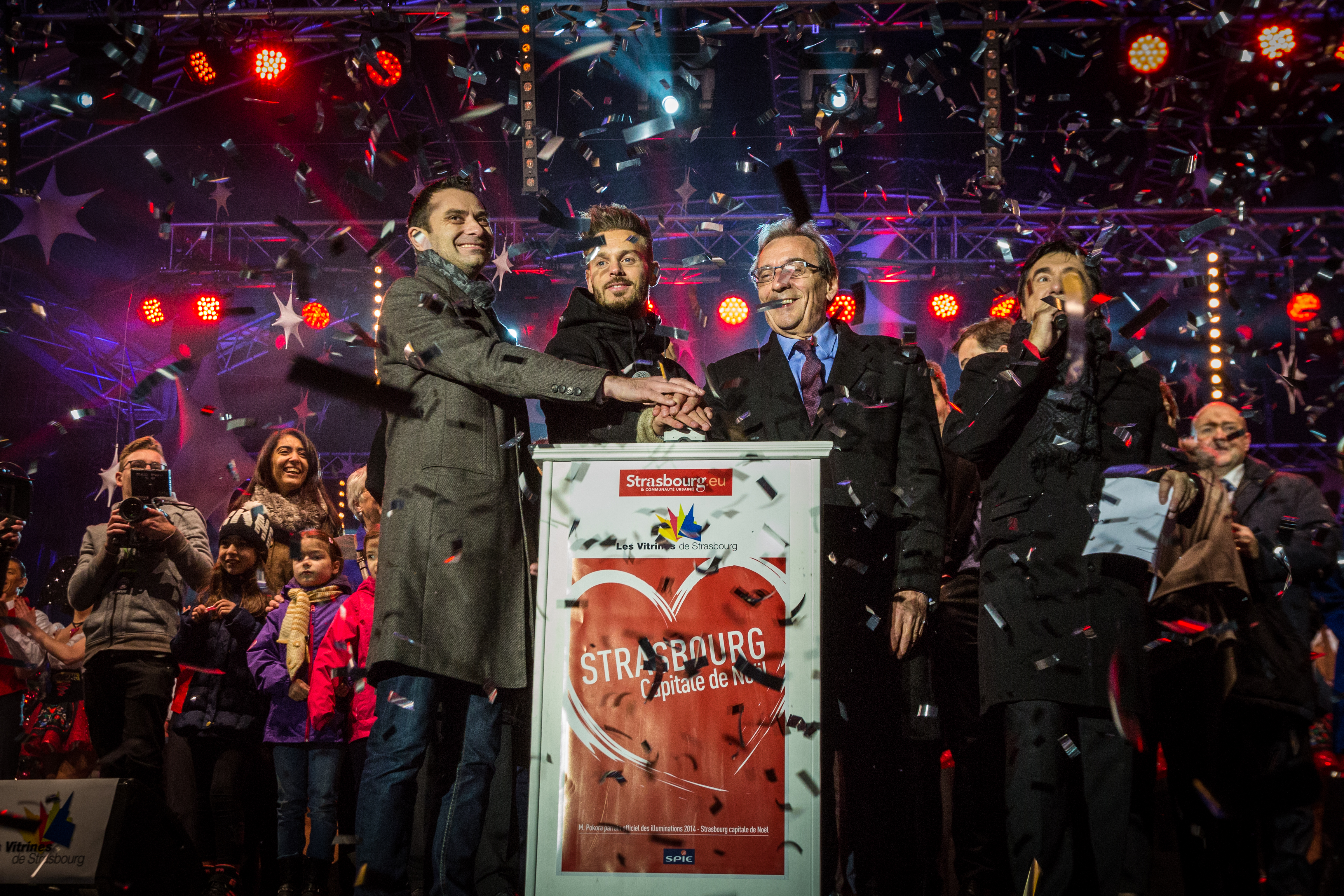
M. Pokora illumine Strasbourg le 28 novembre 2014.

Du 12 février 2011 au 19 mars 2011, M.Pokora participe à la première saison de l'émission Danse avec les stars sur TF1, aux côtés de la danseuse Katrina Patchett, et remporte la compétition le 19 mars 2011.
Le 20 octobre 2012, il est de retour dans l'émission Danse avec les stars, le temps d'un prime de la saison 3 de Danse avec les stars : il y coache une équipe de stars sur un paso doble, face à Sofia Essaïdi, qui coache une équipe de stars sur un tango. Le 22 décembre 2012, il participe, le temps d'une soirée, à l'émission spéciale « Danse avec les stars » fête Noël. Il termine troisième de la compétition, derrière Amel Bent & Sofia Essaïdi.

### Associations
Le 2 août 2011, il participe au match Manchester United/Olympique de Marseille, à Monaco, pour l'association de Pascal Olmeta Un sourire, un espoir pour la vie.
Il participe également en 2011 au single Des Ricochets avec une soixantaine d'artistes dans le cadre de l'Unicef.
En 2012, il intègre la troupe des Enfoirés à 2017 puis 2024 .
Le 26 mars, il participe en compagnie d'autres artistes (dont Patrick Bruel, Amel Bent, Christophe Maé, Inna Modja...) au concert pour l'association Les Orphelins de Makala au Zénith de Lille (concert organisé par Rio Mavuba, le fondateur de l'association, également joueur et capitaine du LOSC Lille Métropole), ainsi qu'au single caritatif Je reprends ma route en faveur de l'association Les voix de l'enfant.
Le 28 novembre, à l’occasion du lancement de « Strasbourg, capitale de Noël », et en présence de près de 25 000 spectateurs, il illumine la ville de Strasbourg.
En 2020, il devient le parrain du Téléthon 2020, diffusé les 4 et 5 décembre.
Le 13 octobre 2021, il participe pour l'UNICEF, au profit de l'éducation des enfants en Côte d'Ivoire, à un match de football au Stade Vélodrome de Marseille où il fait partie de la Team UNICEF afin d'affronter la Team OM.
Affecté par la maladie d'Alzheimer de son grand-père,, il s'engage chaque année depuis 2020 comme ambassadeur de la Fondation pour la Recherche Médicale pour une campagne de mobilisation nationale et d'appel aux dons,.

### Émissions télévisées
Pour son retour en 2016, il a été choisi comme coach remplaçant de Louis Bertignac dans The Voice Kids (saison 3), en compagnie de Jenifer et Patrick Fiori et il participera également à la version française de l'émission Running Wild.
Le 7 février 2017, il apparaît dans l'émission À l'état sauvage, où accompagné de Mike Horn, il va traverser le Sri Lanka pour découvrir la survie dans un univers inconnu.
Le chanteur a été le parrain de l'édition 2020 du Téléthon.
Autres émissions
- 2003 : saison 3 de Popstars sur M6 : candidat (gagnant)

- 2011 : première saison de l'émission Danse avec les stars sur TF1 : candidat (gagnant)

- 2012-2013 : parrain de la saison 9 de Star Academy sur NRJ 12

- 2014 : saison 5 de Danse avec les stars sur TF1 : juré

- 2016-2017 : The Voice Kids sur TF1 : coach (gagnant)

- 2017 : M. Pokora & Friends sur M6

- 2017 : Cette soirée-là sur TF1

- 2017 : À l'état sauvage sur M6

- 2017 : Saison 6 de The Voice : La Plus Belle Voix sur TF1 : coach (gagnant)

- 2020 : parrain du Téléthon sur France 2

- 2020 : Saison 7 de The Voice Kids sur TF1 : co-coach

- 2023 : Dream Team : la relève des stars sur TF1 : coach (gagnant)

## Diversification

### Égérie
En 2011, M. Pokora devient ambassadeur de la marque Police, avec la montre Vantage X.
En 2012, il devient ambassadeur avec Adriana Karembeu de la marque de lunettes Atol. Il a participé à plusieurs spots publicitaires pour la marque, notamment pour les lunettes D'Clip, une gamme de lunettes aux branches interchangeables. Il a lancé sa collection de solaires.
En 2017, le chanteur français devient l'égérie de la IGNITE Limitless de la marque Puma.

### Chef d'entreprise
En 2013, M. Pokora lance sa ligne de vêtements et d'accessoires Oôra by M.Pokora, qui s'adresse aux femmes et en 2015 il crée une collection pour hommes.
En 2022, il ouvre un restaurant italien de pâtes fraîches à Paris, Pasta Corner, en plus d'un établissement à New York, à Los Angeles, à Paris et à Lille .

### Jury et coach
En 2014, il devient juré de Danse avec les stars.
En 2016, il devient coach dans l'émission The Voice Kids en remplacement de Louis Bertignac. Il se retrouve aux côtés de Jenifer et de Patrick Fiori.
En 2017, après sa prestation dans The Voice Kids, il est juré pour la sixième saison de The Voice : La Plus Belle Voix, aux côtés de Zazie, Mika et Florent Pagny sur TF1.
En 2024, il est coach pour une team des candidats dans la 1re saison de Dream Team : la relève des stars, aux côtés de Lara Fabian, Jenifer, Black M, Camille Lellouche et Claudio Capéo sur TF1.

### Acteur
Le 11 juin 2019, M. Pokora fait ses premiers pas d'acteur, il interprète le rôle d'Axel, le fils de Françoise (incarnée par Muriel Robin) dans le téléfilm Le Premier oublié réalisé par Christophe Lamotte. Sensibilisé par la maladie d'Alzheimer dont son grand-père était atteint, il souhaite adapter le roman de Cyril Massarotto à l'écran. Lors de sa diffusion, le téléfilm est suivi par plus de 6,2 millions de téléspectateurs,.
Le 28 mai 2021, M. Pokora annonce qu'il sera, à la rentrée 2021, à l'affiche de la pièce de théâtre Les grandes ambitions avec Philippe Lellouche, à l'origine du projet, et Estelle Lefébure. Ils jouent au théâtre de la Madeleine, à Paris, du 17 septembre au 19 décembre 2021.

### Actionnaire de la SIG
En novembre 2023, M. Pokora investit 300 000 euros dans SIG et entreprises, une des deux structures qui composent la société anonyme sportive professionnelle de la SIG Strasbourg, club de basket-ball évoluant en première division. Il devient ainsi l'un des principaux actionnaires du club.

## Style musical, thèmes et influences
La musique de M. Pokora provient de différents styles musicaux, dont le RnB, la pop, l'electro, mais aussi le hip-hop, le crunk, l'urban, l'eurodance, la house ou des sons clubs en fonction de ses albums,. Au cours de sa carrière, le chanteur délaisse peu à peu le R'n'B pour des sonorités plus pop.
Pour son album MP3, il aborde tour à tour « la déception et la trahison en amour » avec Treason, s'inspire de We Are the World pour Through the eyes et son adaptation en français avec Sur ma route. « Ce genre de chansons avec les chorales, le piano, les violons sont selon moi très fortes émotionnellement. Ce sont en plus des morceaux très fédérateurs. C’est aussi le but de Through the eyes qui est ainsi « Jacksonien » dans le sens où j’ai voulu parler des enfants, de la misère, mais surtout de la nécessité de voir l’état du monde à travers les yeux d’un enfant », explique Pokora. Quant à la version francophone, la chanson parle du divorce de ses parents, à qui il n'en veut pas. « Nous avons continué à avancer et cela fait de moi ce que je suis devenu », poursuit Pokora.
Pour son album Mise à jour, le chanteur aborde plusieurs thèmes tels que l'amour, la séduction, la manipulation des sentiments dans Juste une photo de toi, mais aussi les doutes, son grand-père et la société,. Dans Mirage, les paroles projettent l'auditeur dans la tête de Pokora « envoûté par les charmes d'une inconnue ». La chanson Comme un soldat, qui parle de son grand-père, est une chanson « au sens métaphorique de son propre combat dans le milieu de la musique ». Dans l'album de nombreux morceaux sont consacrés à la gent féminine. Pokora explique « aim[er] le jeu de la séduction dans la vie de tous les jours et j'essaie de le retranscrire dans mes morceaux. Puis, pour les morceaux un peu plus « romantiques », les plus belles chansons sont souvent écrites sur des histoires d'amour ». La chanson En attendant la fin, écrite par Tyron Carter, évoque sa mère malade : Pokora y dévoile sa peur et sa perte d'espoir. Dans Sauvons ce qu'il nous reste, il aborde son « inquiétude devant l'état de la planète qui se dégrade ». Pour cet album, il explique être influencé par des titres de David Guetta ou Taio Cruz. Tout comme pour Juste une photo de toi, qui pour lui ressemble à des chansons comme Take a Bow de Rihanna ou à Irreplaceable de Beyoncé Knowles.

## Discographie
- 2004 : M. Pokora
- 2006 : Player
- 2008 : MP3
- 2010 : Mise À Jour
- 2012 : À La Poursuite Du Bonheur
- 2015 : R.E.D
- 2016 : My Way
- 2019 : Pyramide
- 2022 : Épicentre
- 2025 : Adrénaline

## Tournées
| Année(s)  | Nom                                    | Dates | Album soutenu             | Support                               |
| --------- | -------------------------------------- | ----- | ------------------------- | ------------------------------------- |
| 2006-2007 | Player Tour                            | 36    | Player                    | Player Tour                           |
| 2008-2009 | Catch Me Tour                          | 20    | MP3                       | Aucun CD/DVD                          |
| 2011      | Mise À Jour Tour                       | 30    | Mise À Jour               | Aucun CD/DVD                          |
| 2012      | ALPDB Tour                             | 60    | À La Poursuite Du Bonheur | Live À Bercy                          |
| 2013-2014 | Robin des Bois (Comédie Musicale)      | 112   | Ne Renoncez Jamais        | Robin des Bois - Le Spectacle Musical |
| 2015      | RED Tour                               | 64    | RED                       | RED Live Tour                         |
| 2017      | My Way Tour                            | 66    | My Way                    | My Way Tour Live                      |
| 2019-2020 | Pyramide Tour                          | 32    | Pyramide                  | Pyramide Tour Live : InLiveStream     |
| 2023-2024 | Épicentre Tour - La tournée des 20 ans | 65    | Épicentre                 | Aucun DVD                             |
| 2025-2026 | Adrénaline Tour                        | 33    |                           |                                       |

### DVD
- 2005 : Un an avec M. Pokora
- 2006 : 100% VIP
- 2007 : Player Tour
- 2013 : ÀLPDBT - Live à Bercy
- 2014 : Robin des bois, Ne renoncez jamais
- 2015 : Concert au théâtre du Châtelet
- 2016 : R.E.D Tour
- 2017 : My Way Tour Live

## Filmographie

### Cinéma
- 2015 : Robin des bois, la véritable histoire d'Anthony Marciano : Robin des Bois (caméo)

### Télévision

#### Séries télévisées
- 2011 : Miko et Cartman ne foutent rien : lui même
- 2013 : Nos chers voisins fêtent l'été : Antoine, l'assistant de Karine
- 2013 : Scènes de ménages entre amis : Mattéo, le voisin de Marion et Cédric

#### Téléfilms
- 2019 : Le Premier Oublié de Christophe Lamotte et adaptation par Cyril Massarotto : Axel, le fils de Françoise
- 2020 : I Love You coiffure de Muriel Robin : le compagnon de Chantal
- 2022 : Le Grand Restaurant : La Guerre de l'Étoile de Pierre Palmade
- 2022 : Tous Inconnus de Nicolas Hourès : commentateur d'athlétisme.
- 2026 : Oradour, ne m'oublie pas de Pierre Aknine : Philippe Gerbier

#### Doublage
- 2006 : Le Vilain Petit Canard et Moi de Michael Hegner et Karsen Kiilerich : Mosh
- 2011 : Firebreather de Peter Chung : Duncan Rosenblatt
- 2014 : Rio 2 de Carlos Saldanha : Roberto
- 2016 : Les Trolls de Mike Mitchell et Walt Dohrn : Branche
- 2020 : Les Trolls 2 : Tournée mondiale de Walt Dohrn : Branche
- 2023 : Les Trolls 3 : Nouvelle tournée de Walt Dohrn : Branche

## Théâtre
- 2021 : Les grandes ambitions de Hadrien Raccah, mise en scène par Philippe Lellouche au Théâtre de la Madeleine.

## Publication
- M. Pokora, Et je me souviens, photographies de slam, Paris : K&B, 2006, 150 p.  (ISBN 978-2-915957-19-8)